# Martin PBM Mariner
Martin PBM Mariner (Mornar) je bil dvomotorni propelerski patruljni in bombniški leteči čoln / amfibijsko letalo iz obdobja druge svetovne vojne. 
Leta 1937 je podjetje Glenn L. Martin Company zasnovalo dvomotorni leteči čoln Model 162 kot naslednika predhodnika Martin P3M. Za testiranje so zgradili ⅜ model Martin 162A Tadpole Clipper, ki ga je poganjal 120 konjski Chevroletov avtomobilski motor. 
Na PBM so uporabili galebje krilo, da bi bila motorja čim višje nad gladino vode pri vzletih in pristankih. Prvi let PBM-1 je bil 18. februarja 1939, skupaj so zgradili 1.366 letal. 

## Tehnične specifikacije (PBM-1)
Podatki iz Jane’s Fighting Aircraft of World War II
Splošne karakteristike
- Posadka: 7
- Dolžina: 79 ft 10 in (23,50 m)
- Razpon kril: 118 ft 0 in (36 m)
- Višina: 27 ft 6 in (5,33 m)
- Površina kril: 1 408 sq ft (131 m²)
- Teža praznega letala: 33 175 lb (15.048 kg)
- Naložena teža: 56 000 lb (25.425 kg)
- Pogon letala: 2 ×  14-valjni zvezdasti motor Wright R-2600-6, 1.600 KM (1.194 kW)  vsak

 Zmogljivost 
- Maks. hitrost: 178 vozlov (205 mph, 330 km/h)
- Doseg: 2 600 nmi (3 000 mi, 4.800 km)
- Višina leta: 19 800 ft (6.040 m)
- Hitrost vzpenjanja: 800 ft/min (4,1 m/s)

Oborožitev

- Strelno orožje: 8 × .50 in (12,7 mm) M2 Browning strojnic
- Bombe: 4 000 lb (1.800 kg) bomb, globinskih bomb ali Mark 13 torpedo